# Ludwig Justi
Pour les articles homonymes, voir Justi.
Ludwig Albert Ferdinand Justi (né le 14 mars 1876 à Marbourg et mort le 19 octobre 1957 à Potsdam) est un historien de l'art et directeur de musée allemand. de 1909 à 1933 directeur de la Galerie nationale de Berlin et de 1946 jusqu'à sa mort directeur général des musées d'État de Berlin (à partir de 1948 uniquement pour la partie orientale). Il acquit une importance particulière grâce à la création du premier musée d'art contemporain au palais du prince-héritier (de), pour lequel il rassemble des œuvres d'artistes importants, notamment l'expressionnisme.

## Biographie
Justi est issu d'une importante famille d'érudits de Hesse qui a formé des érudits en art pendant deux siècles. Son oncle Carl Justi est l'un des plus grands spécialistes de l'art de son époque.
Ludwig Justi est le fils de l'orientaliste de Marbourg Ferdinand Justi et de son épouse Hélène Schepp. Il est diplômé du lycée Philippinum de Marbourg (de) en 1894 et commence ensuite à étudier l'histoire de l'art à l'Université de Bonn et à l'Université de Berlin. Il obtient son doctorat en juillet 1898 avec l'ouvrage Arbeit Albrecht Dürer und Jacopo de Barbari. Il devient ensuite chercheur aux Musées royaux de Berlin. Il complète son habilitation en 1901 par une thèse sur Albrecht Dürer et devient en 1902 maître de conférences privé auprès de Heinrich Wölfflin à l'Université de Berlin.
À partir de 1903, il enseigne comme professeur associé à l'Université de Halle. En 1904, il est nommé directeur de l'Institut d'art Städel de Francfort-sur-le-Main. Durant cette période, il acquiert une première œuvre de Claude Monet et le tableau « L'Aveuglement de Samson » de Rembrandt pour la collection. Cependant, son projet de réunir la collection Städel avec les musées de la ville est rejeté, c'est pourquoi il démissionne en 1905. Georg Swarzenski (de) lui succède à la tête de l'Institut, tandis que Justi devient premier secrétaire permanent de l'Académie prussienne des arts de Berlin.
Le 2 novembre 1909, Justi est nommé directeur de la Galerie nationale de Berlin pour succéder à Hugo von Tschudi. Après la Première Guerre mondiale - Justi y participe activement de 1914 à 1918 - il crée le Nouveau département au palais du prince-héritier (de), qui agrandit la Galerie nationale d'art moderne et est considéré comme la première et la plus importante collection de musée de ce type consacrée à l'expressionnisme. Pour cela, il acquiert des œuvres de représentants du groupe d'artistes Die Brücke (Ernst Ludwig Kirchner, Karl Schmidt-Rottluff) ainsi que d'Emil Nolde, Ernst Barlach, Franz Marc, Max Beckmann et Oskar Kokoschka, entre autres. Dans ce rôle, Justi est impliqué dans une dispute journalistique de plusieurs années avec Karl Scheffler (de) au sujet du programme, qui est entrée dans l'histoire culturelle de la période de Weimar sous le nom de guerre des musées de Berlin. De 1930 à 1933, il publie la revue Museum der Aktuell, qui cherche à être le porte-parole de tous ceux qui s'intéressent aux concepts de musées modernes, aux acquisitions, à l'architecture des musées et à l'art moderne en général.
Après l'arrivée au pouvoir des nationaux-socialistes, il est destitué en 1933 pour des raisons politiques. Il refuse une retraite anticipée et est rétrogradé au rang de conservateur, transféré à la bibliothèque d'art (de) et prend sa retraite en 1941. Il continue néanmoins à exercer une activité de journaliste.
Après la Seconde Guerre mondiale, il s'efforce de perpétuer la tradition du palais du prince-héritier et est l'instigateur de la fondation d'une collection du XXe siècle. siècle. Justi, maintenant âgé de 69 ans, est nommé directeur général des (anciens) musées d'État de Berlin le 17 août 1946 par le magistrat berlinois de l'époque sous Arthur Werne. Il souhaite initialement combler les lacunes dans le domaine de l'expressionnisme en achetant quelques œuvres majeures, mais ce faisant, il se heurte à des tendances qui voulaient documenter l'art actuel d'après-guerre.
Cependant, tous les efforts ultérieurs visant à reconstruire l'œuvre de sa vie sont rendus obsolètes par la scission du magistrat en novembre 1948 et la fondation des deux États allemands en 1949. C'est pourquoi la Galerie du XXe siècle est fondée une deuxième fois en 1949 à Berlin-Ouest en tant que galerie de la ville et doit reconstituer son inventaire. Elle est exposée à la Neue Nationalgalerie en 1968. Après la scission des musées d'État, Justi reste jusqu'à sa mort en 1957 directeur général des institutions de la partie orientale de Berlin, les futurs musées d'État de Berlin, capitale de la RDA, qui comprennent notamment les collections concentrées sur l'île aux musées. Après la démission de Paul Ortwin Rave en 1950, Justi redevient directeur de la Galerie Nationale

## Représentation de Justi dans les arts
- Paul Wilhelm (de) : Prof. Dr Ludwig Justi (huile, 96 × 68 cm, 1957)[10]

## Publications
- Die Neuordnung der Gemälde-Galerie im Städelschen Kunstinstitut zu Frankfurt/Main. In: Museumskunde. 1, 1905.
- Die Zukunft der National Galerie. Berlin 1910.
- Der Ausbau der National-Galerie. Berlin 1913.
- Der Umbau in der National-Galerie. Berlin 1914.
- Offener Brief an Karl Scheffler. In: Zeitschrift für bildende Kunst. (Beilage) 54, 30, 1918/1919.
- Habemus Papam! Bemerkungen zu Schefflers Bannbulle „Berliner Museumskrieg“. Berlin 1921.
- Neue Kunst – ein Führer zu den Gemälden der sogenannten Expressionisten in der National-Galerie, Berlin 1921.
- Hans Thoma. Hundert Gemälde aus deutschem Privatbesitz. Berlin 1922.
- Verzeichnis der Schack-Galerie (Vorwort). München 1923.
- Von Corinth bis Klee. Deutsche Malkunst im 19. und 20. Jh. Ein Gang durch die National-Galerie. Berlin 1931.
- Von Runge bis Thoma. Deutsche Malkunst im 19. und 20. Jh. Ein Gang durch die National-Galerie. Berlin 1932.
- Kat. Aus. Wiedersehen mit Museumsgut. Berlin 1946.
- Aufbau der Berliner Museen. Dans: Zeitschrift für Kunst. 1, 1947.
- Nachruf auf Heinrich Wölfflin. Dans: Jahrbuch der Akademie der Wissenschaften. 1951.
- Meisterwerke der Dresdner Galerie, ausgestellt in der National-Galerie. Anregungen zum genauen Betrachten. Berlin 1955.
- Thomas W. Gaehtgens, Kurt Winkler (dir.): Werden – Wirken – Wissen. Lebenserinnerungen aus fünf Jahrzehnten. Berlin 2000.  (ISBN 3-87584-865-9).